# Station Shadwell
Shadwell railway station is een ondergronds station van London Overground aan de East London Line. Het station, dat in 1884 is geopend, ligt in de wijk Shadwell in het oosten van de metropool Groot-Londen.
Vlakbij ligt het bovengrondse Shadwell DLR Station van de Docklands Light Railway.

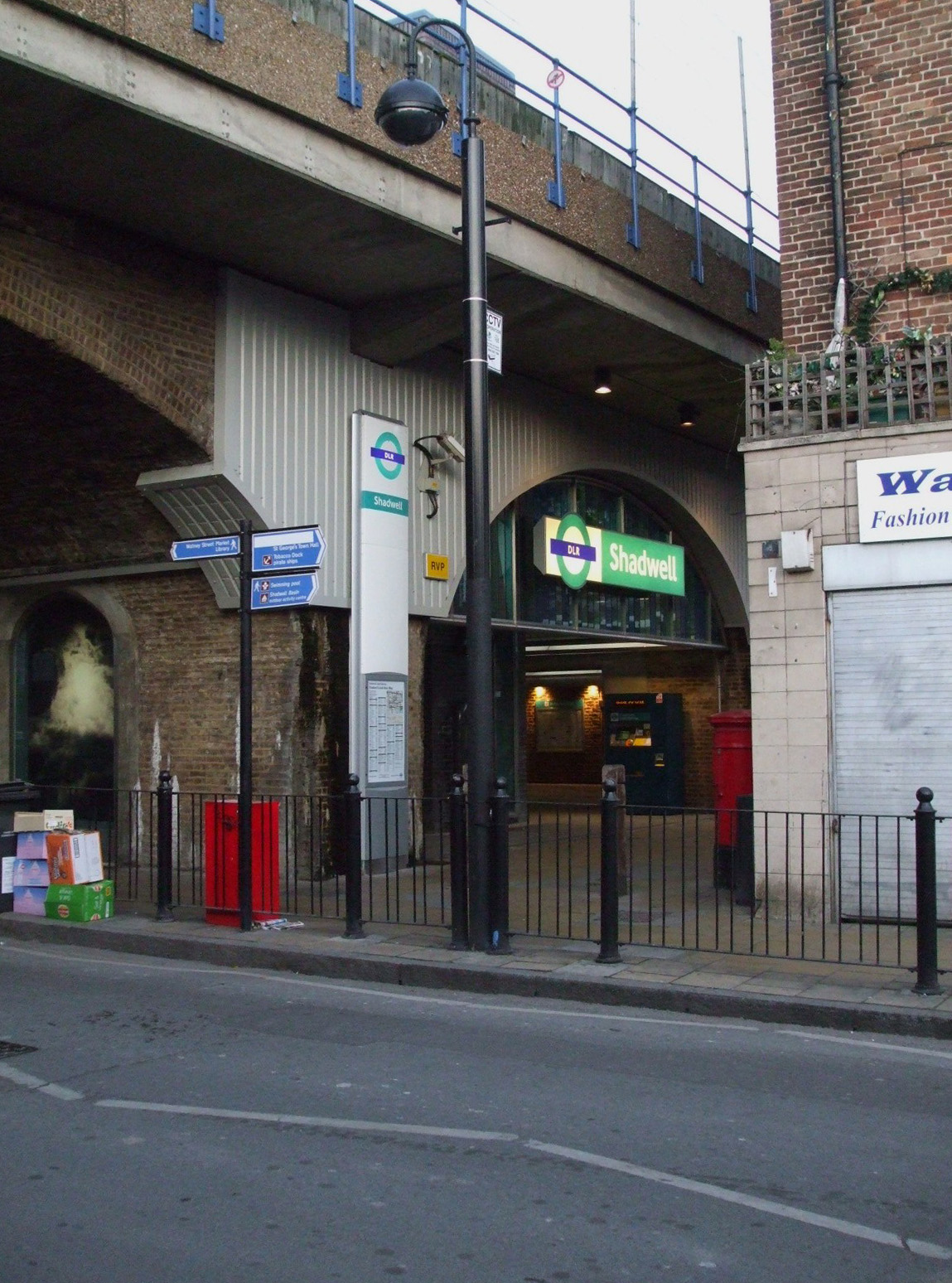
Het station van de DLR

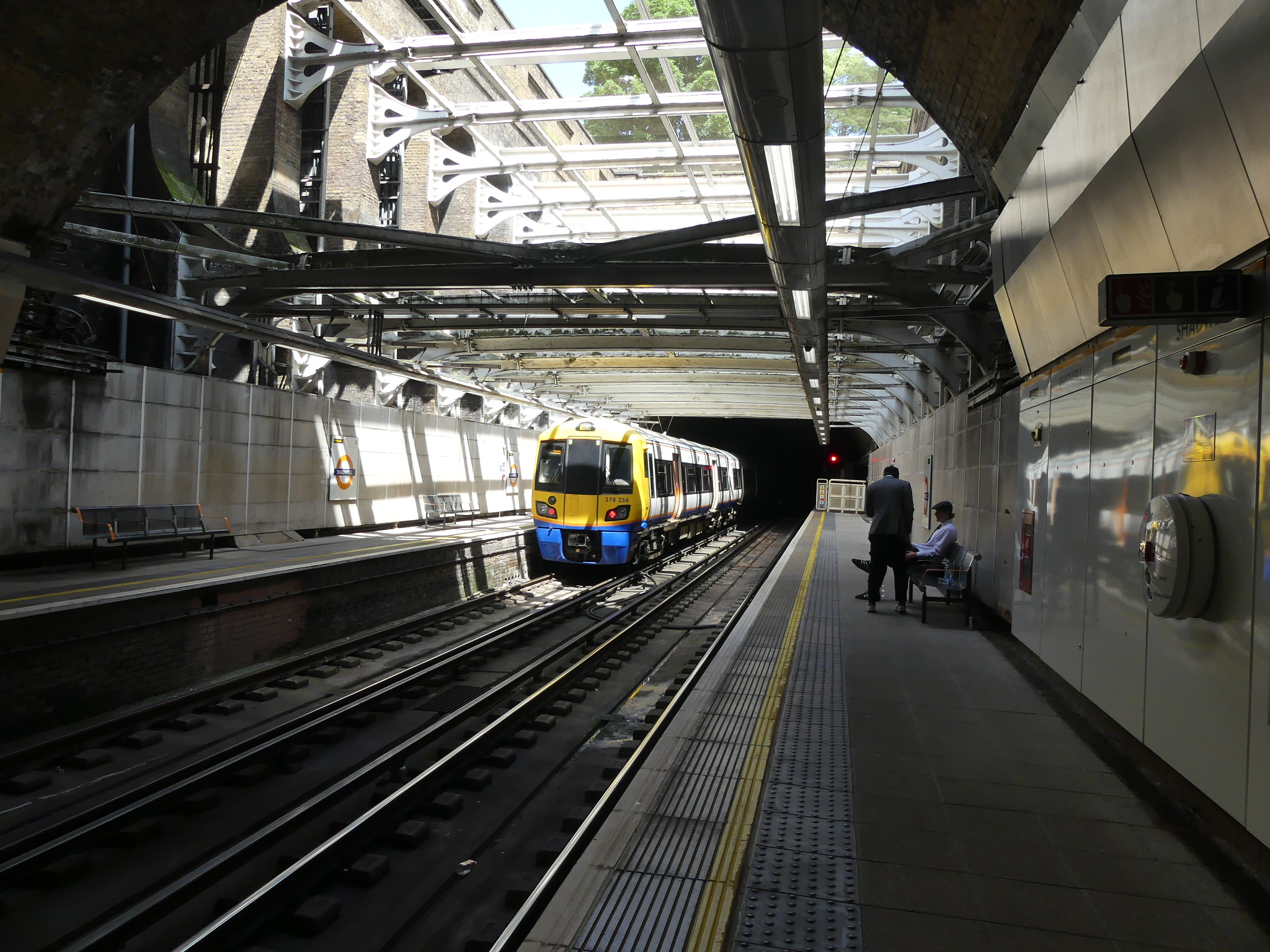
Perrons onder het maailveld, 2024
Kunst in station Shadwell
Idem
Idem